# Trois Jours et une vie
Pour l’article homonyme, voir Trois Jours et une vie (film).
Trois Jours et une vie est un roman psychologique et noir de Pierre Lemaitre, paru chez Albin Michel le 2 mars 2016.

## Résumé
Le récit commence fin décembre 1999. Antoine Courtin, un jeune garçon de 12 ans, un peu tenu à l'écart des enfants de son âge par sa mère, est très attaché à Ulysse, le chien des voisins, la famille Desmedt. Malheureusement, Ulysse est renversé par un chauffard et Antoine vit une douleur insupportable, d'autant que c'est M. Desmedt qui achève le chien agonisant.
Rémi, le fils des Desmedt, d'environ 6 ans, est lié à Antoine et ce dernier lui fait découvrir notamment une cabane qu'il a construite dans les bois. Après la mort du chien, Rémi rejoint Antoine dans ces bois et Antoine, ivre de douleur et perdant le contrôle, frappe le petit Rémi sur la tempe, le voyant probablement en cet instant partiellement responsable de la mort de son ami canin. Rémi décède sur le coup, alors même qu'en réalité Antoine ne souhaitait pas du tout sa mort. Pourtant le voilà devenu un meurtrier, un criminel.
Antoine va vivre les recherches du petit Rémi dans la terreur. Celles-ci seront interrompues par la tempête de 1999. Mais la terreur du jeune homme est constante. Il n'est pas inquiété, mais jusqu'à quand ?
Ainsi sont décrits les tourments d'Antoine, meurtrier libre, de son enfance à sa vie d'adulte. Mais sa responsabilité le mènera à aller très loin dans ses choix de vie.

## Personnages principaux
- Ulysse : le chien de la famille Desmedt qui meurt au début de l'histoire.
- Antoine Courtin : le personnage principal du roman ; il a une douzaine d'années en 1999.
- Rémi Desmedt : le petit garçon de six ans qui disparaît le 23 décembre 1999.
- Blanche Courtin : la mère d'Antoine, divorcée.
- Le docteur Dieulafoy : le médecin de famille.
- M. et Mme Desmedt : les parents de Rémi, voisins des Courtin.
- Valentine Desmedt : la sœur de Rémi ; elle a une quinzaine d'années en 1999.
- Émilie Mouchotte : la camarade et voisine d'Antoine.

## Adaptation cinématographique
Après l'adaptation cinématographique de son roman Au revoir là-haut, par Albert Dupontel en 2017, Trois Jours et une vie est le deuxième roman de Pierre Lemaître à être porté à l'écran, cette fois-ci par Nicolas Boukhrief en 2019.